# 7693 Hoshitakuhai
7693 Hoshitakuhai eller 1982 WE är en asteroid i huvudbältet som upptäcktes den 20 november 1982 av den japanska astronomen Tsutomu Seki vid Geisei-observatoriet. Den är uppkallad efter Hoshitakuhai.
Asteroiden har en diameter på ungefär 6 kilometer.